# Solorina crocea
Solorina crocea é uma espécie de líquen terrícola (que cresce no solo) e folioso (com talo semelhante a folhas) pertencente à família Peltigeraceae [en]. O líquen foi descrito formalmente por Carl Linnaeus em 1753, apresentando uma distribuição ártica-alpina e circumpolar, ocorrendo na Ásia, Europa, América do Norte e Nova Zelândia. Geralmente, cresce em solos arenosos expostos, muitas vezes em solos úmidos próximos a manchas de neve ou áreas de infiltração. Embora várias formas e variedades do líquen tenham sido propostas ao longo de sua história, não são considerados como tendo qualquer significado taxonômico independente.
A coloração de Solorina crocea é bastante distinta, facilitando sua identificação: a superfície superior do talo é verde, enquanto a superfície inferior e a medula interna são de um laranja brilhante. A cor laranja resulta de um pigmento chamado ácido solorínico, um dos vários compostos secundários presentes no líquen. O talo exibe discos marrons escuros, geralmente embutidos na superfície, que são apotécios, onde os esporos são produzidos. O líquen possui tanto cianobactérias quanto algas verdes como parceiros simbióticos (fotobiontes), organizados em camadas distintas no talo.

## Taxonomia
A espécie foi uma das primeiras descritas cientificamente por Carl Linnaeus em sua obra influente de 1753, Species Plantarum. Ele a nomeou Lichen crocea, pois era sua convenção classificar todos os líquens no gênero homônimo Lichen. Sua diagnose mencionava o talo folioso, a parte inferior amarela (croceum é latim para "cor de açafrão" ou "amarelo") e veias amarelas na superfície superior. Para ele, o líquen ocorria na Lapônia, Suíça e Groenlândia. Embora sua obra de 1753 tenha sido a primeira descrição taxonômica oficial, ele já havia mencionado a espécie em Flora Svecica (1745) e Flora Lapponica (1737).
Posteriormente, outros autores consideraram que a espécie deveria ser classificada em outros gêneros, resultando em transferências taxonômicas para Peltigera [en] (Georg Franz Hoffmann, 1794), Peltidea (Erik Acharius, 1803), Arthonia [en] (Acharius, 1806), e Parmelia [en] (Kurt Sprengel, 1827). Atualmente, o táxon é reconhecido como a espécie-tipo de Solorina, um gênero circunscrito por Acharius em 1808.
Algumas formas e variedades de Solorina crocea foram descritas, mas não possuem significância taxonômica independente, sendo consideradas sinônimos do táxon nominal pelo Index Fungorum. Esses subtaxa históricos incluem:
- Solorina crocea f. complicata (Anzi) Bagl. & Car. (1865)
- Solorina crocea f. dubia Gyeln. (1930)[10]
- Solorina crocea f. irregularis Gyeln. (1930)[10]
- Solorina crocea var. complicata Anzi (1860)[11]
- Solorina crocea var. eutipa Gyeln. 1930[10]

## Descrição

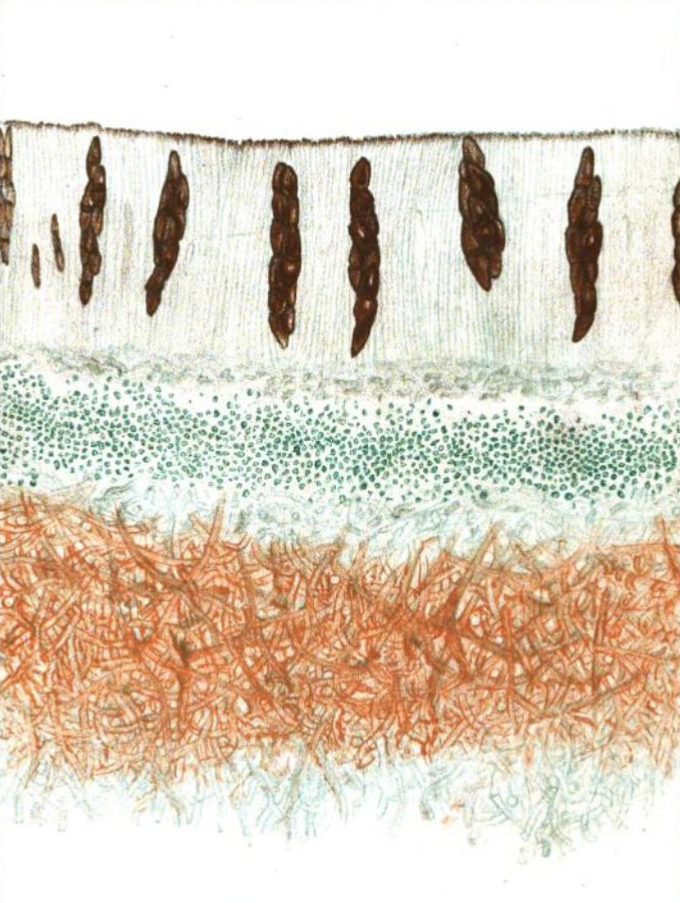
Ilustração de uma seção vertical do talo e apotécio. O himênio é a camada superior de filamentos eretos (paráfises) com pontas acastanhadas, contendo ascos com esporos acastanhados; as paráfises originam-se de uma camada chamada hipotécio. Abaixo, há uma camada de células de algas verdes. A camada inferior de hifas tingidas de laranja é a medula.

O talo folioso de Solorina crocea forma grandes rosetas compostas por lobos espessos e arredondados; geralmente mede até 6 cm de largura, embora tamanhos de até 10 cm tenham sido registrados. Normalmente se aderi bem à superfície de crescimento. Os lobos do talo têm 5– a 15 mm de largura com bordas ligeiramente elevadas; seu contorno varia de irregular a arredondado. A superfície superior do talo, quando úmida, é verde-oliva; em condições menos hidratadas, torna-se marrom-avermelhada. A superfície inferior é laranja brilhante, com textura tomentosa e um padrão reticulado de veios acastanhados. Sem um córtex (camada externa de hifas compactadas), assemelha-se a uma rede de fios laranja entrelaçados. A medula é laranja. Isídios e sorédios estão ausentes. A coloração distinta das superfícies superior e inferior facilita a identificação, embora a diferença de cor possa ser difícil de perceber em campo se o líquen estiver muito aderido ao substrato.
Os apotécios marrons a marrom-avermelhados medem de 2 a 10 mm de diâmetro. Estão nivelados com o córtex ou ligeiramente convexos, ao invés de em depressões côncavas, como em outras espécies de Solorina. Os parceiros fotobiontes de Solorina crocea estão organizados em duas camadas distintas no talo: uma camada mais ou menos contínua de algas verdes acima de uma camada irregular de cianobactérias.
Cada asco de Solorina crocea contém de seis a oito esporos. Eles são marrons, com forma elipsoide, e possuem um septo transversal único que divide o esporo em dois compartimentos. Em uma amostragem de espécimes europeus, os esporos mediram, em média, 11,0 μm de largura (variando de 8,4 a 21,2 μm) por 39,0 μm de comprimento (variando de 26,6 a 51,1 μm). Detalhes da estrutura dos esporos foram estudados com microscopia eletrônica de varredura, revelando uma ornamentação distinta em cada espécie ártica-alpina comum de Solorina. Em S. crocea, os esporos são cobertos por papilas (pequenas estruturas semelhantes a espinhas) de forma irregular, mas não formam cristas ou reticulações. As extremidades dos esporos são arredondadas, com uma leve constrição entre as duas células. Solorina octospora tem tamanho e ornamentação de esporos semelhantes, mas não possui ácido solorínico nem a medula laranja.

### Espécies semelhantes
Solorina crocoides, descrita por Vilmos Kőfaragó-Gyelnik em 1930, foi nomeada por sua semelhança com Solorina crocea. A versão estéril, sem reprodução sexuada, tem propriedades químicas semelhantes; segundo Krog e Swinscow, "A relação entre essas duas espécies precisa de mais investigação".
Alguns líquens coletados em altas altitudes no Nepal são semelhantes em morfologia geral a Solorina crocea, mas apresentam características distintas: apotécios desenvolvidos nas margens dos lobos, reminiscentes de líquens do gênero Peltigera, estruturas semelhantes a sorédios nas margens que podem se transformar em lóbulos semelhantes a isídios, e uma camada espessa (100–125 μm) de cianobactérias, com ausência da camada de algas verdes em muitas partes do talo. Esses líquens não foram formalmente descritos como uma nova espécie.

### Química

Fórmula estrutural do ácido solorínico

Vários produtos liquênicos foram encontrados em Solorina crocea, incluindo várias antraquinonas (ácido solorínico, ácido norsolorínico, averantina, averantina 6-O-monometil éter e ácido 4,4'-bissolorínico) e dois depsídeos (giroforato de metila e ácido girofórico). A presença de ácido solorínico faz com que a medula e a superfície inferior do talo apresentem um teste de mancha K positivo (K+, roxo); esse composto pode mascarar os resultados das reações KC e C. Solorinina é um aminoácido novo relatado no líquen em 1994. Um composto glicosídeo extraído de S. crocea em 1994 — chamado 1-(O-α-D-glucopiranosil)-3S,25R-hexacosanodiol — foi o primeiro de seu tipo ("glicosídeo alcoólico superior") isolado de um líquen.
Três antraquinonas de Solorina crocea — ácido norsolorínico, ácido solorínico e averantina 6-O-metil éter — demonstraram, em experimentos laboratoriais, inibir a enzima monoamina oxidase.

## Habitat e distribuição

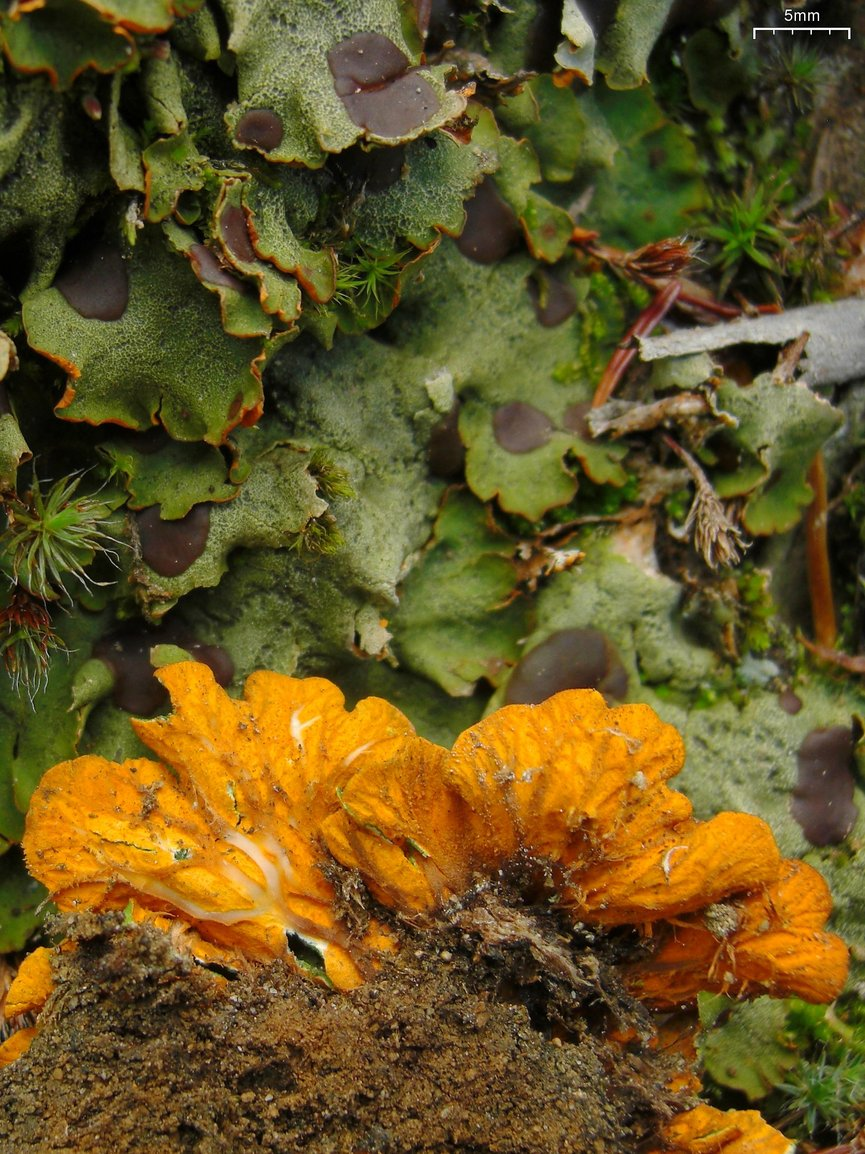
Imagem comparando a superfície superior verde e a inferior laranja de Solorina crocea. Barra de escala de 5 mm.

Na América do Norte, sua distribuição se estende de regiões polares em habitats alpinos a subalpinos até a Califórnia e o Novo México. Países europeus onde o líquen foi registrado incluem Andorra, Áustria, Bulgária, Espanha, Islândia, e Finlândia. No Reino Unido, ocorre nas Terras Altas Escocesas, com um único registro na Irlanda. Na Itália, sua distribuição é limitada aos Alpes de alta altitude e aos Apeninos do norte. Na Índia, é conhecido das regiões dos Himalaias (Himachal Pradesh e Sikkim). Sua distribuição se estende aos Himalaias Orientais, registrado em Xizang, no Tibete, a uma altitude de 4.820 m. Na Nova Zelândia, foi coletado no Monte Peel a uma altitude de 1.350 m.
Os habitats registrados para o líquen incluem campos de rochas,  cumes lixiviados e varridos pelo vento, e áreas de solifluxão. Na Islândia, Solorina crocea ocorre em leitos de neve de Salix herbacea e encostas voltadas para o norte com gramíneas e ciperáceas abundantes. Geralmente, o líquen cresce em solos arenosos expostos. Ocorre em solos ácidos e básicos devido à infiltração de manchas de neve tardias.

## Interações com espécies
Solorina crocea é frequentemente infectada por Rhagadostoma lichenicola, um fungo liquenícola [en]. A infecção resulta no aparecimento de ascomas enegrecidos e aglomerados na superfície superior do talo hospedeiro e um micélio escuro altamente ramificado abaixo dos ascomas. Sua presença não parece afetar a fertilidade do líquen, sugerindo que o fungo depende da integridade do hospedeiro. A abundância de certas estirpes na comunidade bacteriana associada ao líquen é alterada pela infecção fúngica. Bactérias normalmente associadas incluem membros dos filos Acidobacteriota, Planctomycetota e Pseudomonadota. Outro fungo liquenícola, Talpapellis solorinae, foi descrito como nova espécie em 2015 a partir de coletas no Cáucaso Norte; ele não causa danos distintos ao talo hospedeiro. Outros fungos registrados infectando Solorina crocea incluem Arthonia peltigerina, Cercidospora punctillata, Corticifraga peltigerae, Cercidospora lichenicola, Pyrenidium actinellum, Stigmidium croceae, Protothelenella croceae, Thelocarpon epibolum, e Pronectria robergei. A infecção por Stigmidium solorinarium resulta em peritécios minúsculos, enquanto a infecção por Scutula tuberculosa gera apotécios lecideíneos acinzentados a negros.

## Pesquisa
Pesquisadores clonaram um gene para policétido sintase de Solorina crocea e o transferiram para o fungo filamentoso Aspergillus oryzae. Policétidos de líquens são de interesse geral por seu papel na biossíntese de diversos metabólitos secundários.
Lacases do líquen foram purificadas e estudadas. Essas enzimas despolimerizam e descolorem ácidos húmicos do solo, sugerindo que o líquen está envolvido na transformação da matéria orgânica no solo.
Um metagenoma de Solorina crocea foi relatado em 2022. Além do componente fúngico, o metagenoma continha DNA de seu fotobionte algal verde Coccomyxa solorinae, de seu cianobionte Nostoc, de uma bactéria (família Caulobacteraceae) e de um fungo Trichoderma [en].